# Torreya fargesii
Torreya fargesii (торея Фарґеса) — вид хвойних рослин родини тисових.

## Поширення, екологія
Країни проживання: Китай (Аньхой, Чунцин, Хубей, Хунань, Цзянсі, Шеньсі, Сичуань, Юньнань). Цей вид зростає у хвойних, змішаних і широколистяних лісах як підлісок чагарник або мале та середнє дерево, у горах від 700 м до 3400 м над рівнем моря.

## Морфологія
Може бути до 20 метрів у висоту. 

## Використання
Дає високу якість деревини, яка використовується в будівництві будинків, мостів і меблів; також використовується, щоб зробити посуд. Насіння їстівне.

## Загрози та охорона
Цей таксон вважається вразливим з причини збезлісення в багатьох областях. Цей вид присутній в кількох ПОТ.